# Den Danske Forening
Den Danske Forening er en politisk dansk forening, stiftet i 1987, som kæmper imod indvandring til Danmark.
Foreningen udgiver bladet Danskeren, driver en hjemmeside, udsender et elektronisk nyhedsbrev og driver forlagsvirksomhed.

## Formål
Den Danske Forening mener, at overdreven tilstrømning af udlændinge til Danmark, ikke mindst muslimske indvandrere og flygtninge, truer dansk kultur, sprog og levevis.
Foreningens formålsparagraf er:
- "Den Danske Forening vil på folkestyrets grund, uafhængigt af økonomiske og politiske interesser sikre dansk kultur, sprog og levevis i en verden, der trues af kaos overbefolkning, vold og fanatisme."

- "Den Danske Forening vil advare imod den opløsning af vor kulturelle og folkelige enhed, som forvoldes af overdreven tilstrømning fra overbefolkede lande."

- "Den Danske Forening vil hindre nedbrydning af vort land som hjemsted for det danske folk."[1]

## Historie
Den Danske Forening er stiftet 18. marts 1987 af bl.a. fhv. dommer Ellen Larsen, fhv. overtoldvagtmester Georg Schjørmann, historiker, landsarkivar, tidl. modstandsmand Sune Dalgård, læge, kræftforsker Johannes Clemmesen og læge Bengt Andersen. Også nedkastningschef i Jylland Jens Toldstrup sluttede sig til foreningen. Foreningen lægger selv vægt på at initiativet til foreningen blev taget af veteraner fra modstandsbevægelsen under 2. verdenskrig, og foreningen ser sin kamp mod indvandring som en fortsættelse af modstandskampen fra 1940 til 1945. Den sammenligner sit arbejde med dissidenter, som har kæmpet mod højre- eller venstreorienteret totalitarisme.
Søren Krarup, Søren Espersen og Jesper Langballe fra Dansk Folkeparti er tidligere medlemmer af Den Danske Forening.
Folketingsmand Søren Krarup har udtalt, at Den Danske Forening er "vor tids frihedskæmpere". Udtalelsen faldt, da han deltog i foreningens 20-års jubilæum. I B.T. udtalte han også, at Den Danske Forening har bidraget til VKO-samarbejdet og "systemskiftet" i 2001.

### Formænd
- Johannes Clemmesen (1987-1988)
- Sune Dalgård (1988-1990)
- Ole Hasselbalch (1990-2000)
- Harry Vinter (2000-2007)
- Keld Rasmussen (2007-2008)
- Tomas Kierstein (2009-nu)

## Kritik
Foreningen er hyppigt blevet beskyldt for hadfulde og racisiske kommentarer, og for at sammenligne muslimer med pest;
»Så længe der ikke er opfundet et apparat, der ved grænsen kan gennemlyse folk og opklare deres tro og hensigter, må vi for at standse udbredelsen af nutidens pest over Europa simpelthen generelt holde mulige smittebærere ude« Citat Poul Vinther Jensen" .
Dette citat fik Jesper Langballe, Søren Krarup, Søren Espersen til at udmelde sig fra foreningen med øjeblikkelig virkning, og lægge afstand til foreningen i aviserne.
Foreningen er flere gange blevet beskyldt for at være racistisk eller nazistisk. Racisme- m.v. beskyldningerne mod foreningen er imidlertid blevet underkendt af retten i injuriesager, som foreningen har rejst. På foreningens hjemmeside er angivet, at den 1989-2000 har været igennem 24 retssager med domme over personer, der uberettiget har kaldt formanden eller organisationen racistisk, notoriske løgnere osv.
I Weekendavisen den 22.9.1995 skrev Leif Blædel fx: "DDF har det problem, at den tiltrækker racister og hel- og halv-nazister, næsten lige så stærkt som en marmelademad lokker hvepse til."
Mens der således er dom for, at man ikke kan kalde Den Danske Forening for racistisk eller nazistisk, så er det i en dom kendt berettiget at sige, at foreningen "er kendt for sine racistiske og menneskefjendske tendenser", idet retten herved tog hensyn til bl.a., at udtrykket i det konkrete tilfælde var anvendt i en sammenhæng, hvor det nærmest fremstod som skældsord mod foreningen (dom 22/2 1993, Østre Landsret, 1. afd. a.s. nr. 43/1992).
I Ekstra Bladet blev Den Danske Forening beskyldt for at samarbejde med danske nazister m.v. Efter at være sagsøgt af foreningen i den anledning måtte redaktionen trække beskyldningerne tilbage og beklage dem. Ligeledes tilbagekaldtes og beklagedes en beskyldning mod foreningens formand Ole Hasselbalch for at være naziboss, for i retten at have forsøgt at gøre nazisterne stuerene og for at have dom for at være løgner. Samtidig påtog Ekstra Bladet sig at betale foreningen erstatning for det skete. (Retsforlig 8/12 1993, Københavns Byret afd. H, sag 377/93),
Af PET-kommissionen rapport af 2009 fremgår bl.a. (s. 154 ff) at PET ikke opfatter foreningen som hørende til den ekstreme højrefløj: ”PET bemærkede, at DDF ikke kunne betragtes som en højreekstremistisk bevægelse, selvom den blev omtalt som racistisk og nazistisk i pressen.”